# Voo BOAC 781
O voo BOAC 781 foi realizado pela empresa aérea britânica BOAC em 10 de janeiro de 1954 com um de Havilland DH.106 Comet, que afundou no Mar Tirreno, 16 quilômetros (9,94 milhas) ao sul do Monte Calamita, na Ilha de Elba, e onde todos os 35 ocupantes do avião, 29 passageiros e 6 tripulantes, morreram.

## Acidente
O avião, originário de Singapura, partiu às 9h34 para o voo 781 do Aeroporto de Roma Ciampino para o Aeroporto de Londres Heathrow. Às 9h50, o rádio de bordo sinalizou sua posição (vertical em Orbetello), mas por volta das 10h interrompeu todo o contato. Nesses momentos, algumas testemunhas que estavam na área viram “[...] uma bola de fogo [...]” - como afirmou o marinheiro Ninuccio Geri - e outras compareceram (o fazendeiro Vasco Nomellini e o motorista Leopoldo Lorenzini) quando o avião caiu no mar.
A Capitania do Porto de Portoferraio foi notificada sobre o desaparecimento do avião às 11h50, e imediatamente começou as operações de recuperação dos corpos e dos restos da aeronave, conduzidos pelo coronel Giuseppe Lombardi. Uma câmera subaquática foi usada para o local, que detectou os destroços do avião a uma profundidade de cerca de 200 metros (656 pés). Os corpos flutuantes, relatados dramaticamente por numerosos bandos de gaivotas, foram recuperados nas horas seguintes e levados para o necrotério do cemitério de Porto Azzurro, de onde foram enterrados ou repatriados.

## Investigação

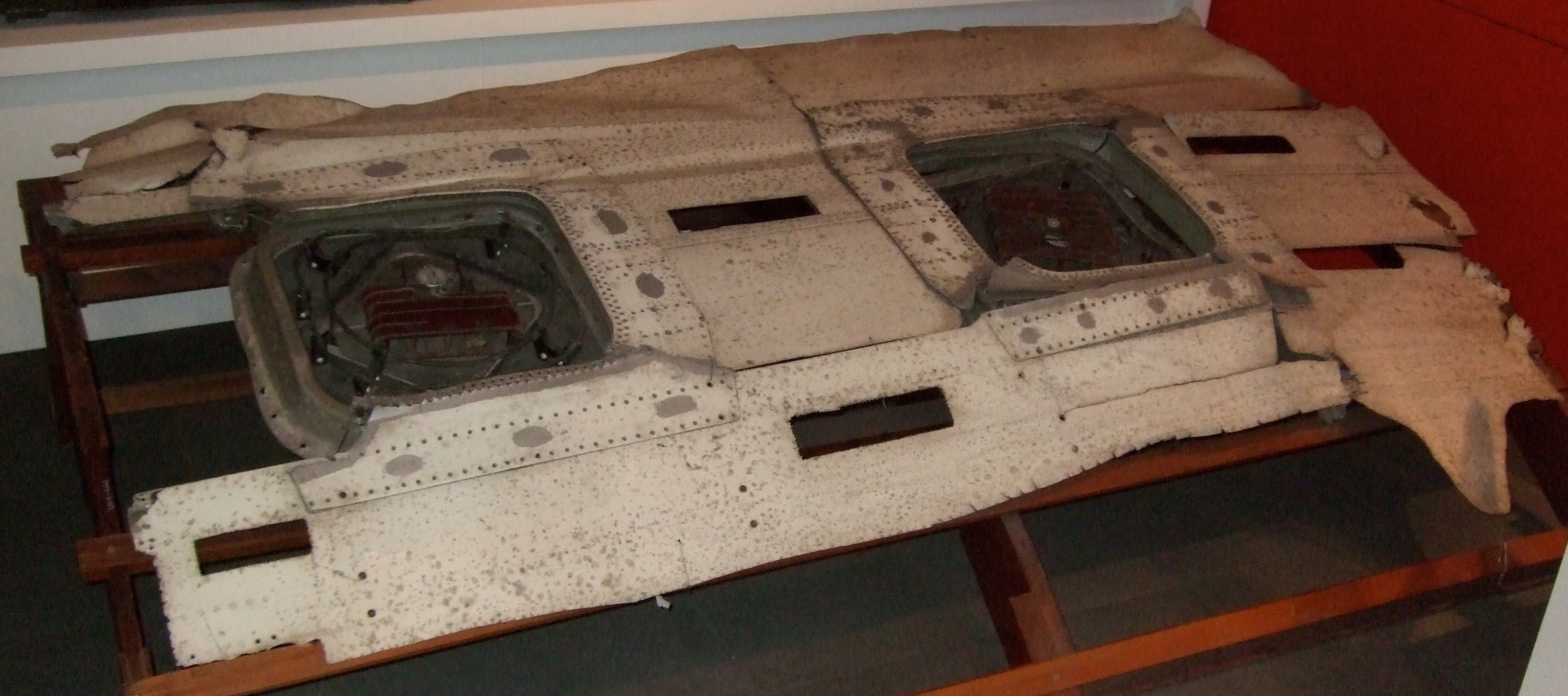
O fragmento da fuselagem do G-ALYP mostrando as duas ‘janelas’ do localizador automático de direção, expostas no Museu da Ciência de Londres.

Conforme verificado nas subsequentes investigações, a cabine da aeronave sofreu uma falha estrutural fatal devido à fadiga do metal; esse defeito era uma característica dos primeiros Comets.

## Vítimas

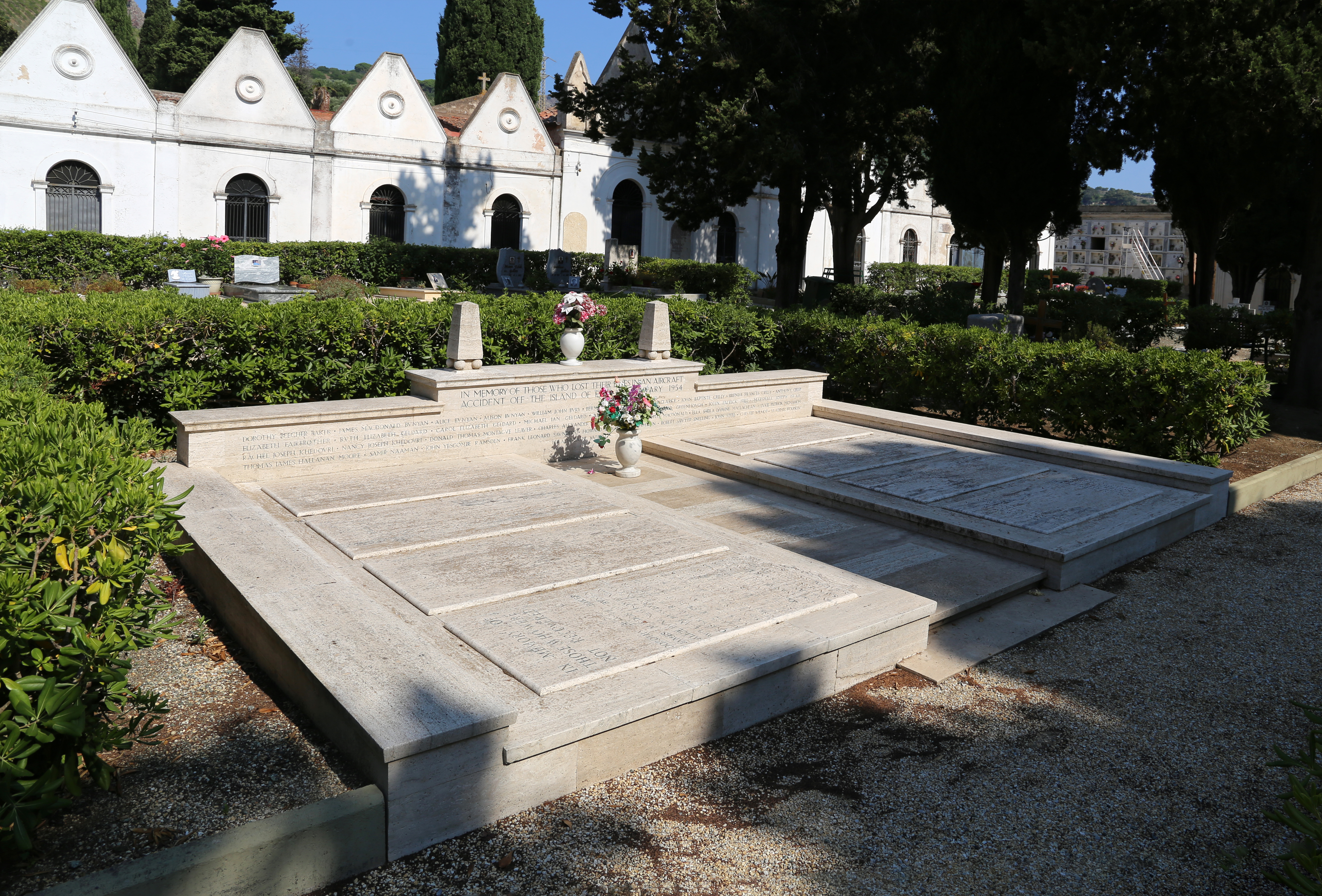
O memorial das vítimas no cemitério de Porto Azzurro, na ilha de Elba

As vítimas foram enterradas no cemitério de Porto Azzurro, em um memorial que também lembrava os vinte nomes daqueles cujos restos mortais não foram encontrados.

### Tripulantes
- Alan Gibson, piloto
- William John Bury, copiloto
- Francis Charles MacDonald, oficial de bordo
- Luke Patrick MacMahon, oficial de rádio

### Passageiros
- Dorothy Beecher Baker
- Alice Bunyan
- Alison Bunyan
- James MacDonald Bunyan
- Bernard Butler
- Evelyn Jean Clarke
- Brenda Frances Crilly
- John Baptiste Crilly
- Anthony Crisp
- Elizabeth Fairbrother
- Carol Elizabeth Geldard
- Michael Ian Geldard
- Ruth Elizabeth Geldard
- Francis Harold Greenhough
- John Patrick Hill
- Nancy Joseph Khedouri
- Rachel Joseph Khedouri
- Marshall Joseph Israel
- Donal Thomas Montague Leaver
- Charles Alexander Livingstone
- Ella Sheila Daphne MacLahlan
- Thomas James Hallanan Moore
- Samir Naaman
- John Yescombe Ramsden
- Frank Leonard Saunder
- Robert Sawyer Snelling
- Howard Edward Schuchmann
- John Steel
- Chester Wilmot
- Vladimir Wolfson
- Leila Husain Yateem

## Na cultura popular
Este acidente foi apresentado na série do National Geographic Channel Seconds from Disaster, Crash of the Comet.